# Tasqueña (estación del tren ligero)
Tasqueña es una de las estaciones que forman parte del Tren Ligero de la Ciudad de México, es la terminal norte de la única línea existente del sistema. Se ubica al sur de la Ciudad de México en la alcaldía Coyoacán. 

## Información general
Originalmente llamada Taxqueña (Tasqueña es la ortografía utilizada desde hace unos años sobre todo para el nombre de las estaciones del metro y del tren ligero de la zona), debe su nombre a que se localiza junto a la Calzada Taxqueña. Taxqueña es el gentilicio de las mujeres de Taxco, en el estado de Guerrero, localidad famosa por su trabajo de la platería. El ícono representa la silueta de la luna, deidad adorada en la zona de Culhuacán, ubicada al final de la Calzada Taxqueña.

## Cierres

### Rehabilitación y Mantenimiento Mayor de 2019-20
La estación terminal se encontró fuera de servicio desde el 1 de julio de 2019 y hasta el 16 de enero de 2020, debido a que se realizó una rehabilitación mayor del sistema, ya que se hizo el cambio de vías que habían permanecido desde a mediados de la década de 1890, cuando eran usados para la extinta ruta de tranviás que recorrían lo que hoy es el Tren Ligero.

### Remodelación
Como parte de la preparación de la infraestructura por la Copa Mundial de Futbol de 2026, donde la Ciudad de México albergará varios partidos en su territorio, se dio a conocer durante julio de 2025, el cierre de esta estación por rehabilitación y remodelación, con el fin de aumenta la capacidad de usuarios que se prevén que se trasladen al Estadio Azteca, durante la realización de dicho evento deportivo.
Desde el 28 de julio de 2025, la terminal Tasqueña permanece cerrada por los trabajos de remodelación en los que consistes en colocar un cambio de vía en la interestación Tasqueña-Las Torres, la cual durará hasta el 1 de septiembre del mismo año, para posteriormente iniciar con las obras de demolición y reconstrucción de la estación en Solución Barcelona, similar a otras estaciones como Chabacano, Salto del Agua o la terminal sur Xochimilco, el cual consistirá en 2 andenes únicamente para el descenso y el andén central para el ascenso, similar a la terminal sur antes mencionada. Estos trabajos implicará la ampliación de la estación, el retiro de la cola de maniobras existente en esa estación y la adecuación para el acceso a la estación homónima de la Línea 2 del Metro. Se desconoce la fecha de reapertura de esta estación pero podría ocurrir a fines de 2025 o principios de 2026.
Durante la remodelación está habilitada un servicio especial de autobuses de RTP y Trolebús para suplir la demanda de transporte, en un principio desde el 28 de julio en el tramo Nezahualpilli- Tasqueña (en dirección Xochimilco) y de Xochimilco-Xotepingo (en dirección Tasqueña).

## Esquema de estación

### 1986-2025
| Nivel de calle |

| Mezzanine | Acceso a andenes, taquillas, transbordo al Metro |

| Andén | Plataforma lateral, puertas abren a la derecha | Plataforma lateral, puertas abren a la derecha |
| Andén | Terminal Tasqueña                              | Terminal de la Línea 1                         |
| Andén | Dirección Xochimilco                           | hacia Las Torres →                             |
| Andén | Plataforma lateral, puertas abren a la derecha |                                                |

## Conectividad
Existen conexiones con las estaciones y paradas de diversos sistemas de transporte:
- Las líneas 1 y la línea 7 del Trolebús de la Ciudad de México
- Estación Tasqueña de la Línea 2 del Metro
- Algunas rutas de Red de Transporte de Pasajeros
- La estación cuenta con un CETRAM.
- La estación se localiza junto a la Terminal Central de Autobuses del Sur, que brinda servicios de viajes a varios estados del sur y sureste de la República Mexicana.

## Sitios de interés
- Terminal Central de Autobuses del Sur